# Ga Đại học Hàng không Vũ trụ Hàn Quốc
Ga Đại học Hàng không Vũ trụ Hàn Quốc (Tiếng Hàn: 한국항공대역, Hanja: 韓國航空大驛) là ga tàu điện ngầm trên Tuyến Gyeongui–Jungang ở Hwajeon-dong, Deogyang-gu, Goyang-si, Gyeonggi-do. Có Đại học Hàng không Vũ trụ Hàn Quốc gần nhà ga.

## Bố trí ga
| ↑ Gangmae         |
| →４ \| ３２ \| １ |
| Susaek ↓          |

| 1 | ● Tuyến Gyeongui–Jungang | → Hướng đi Susaek · Digital Media City · Sinchon · Seoul →   |
| 2 | ● Tuyến Gyeongui–Jungang | ← Hướng đi Haengsin · Daegok · Ilsan · Munsan                |
| 3 | ● Tuyến Gyeongui–Jungang | → Hướng đi Đại học Hongik · Yongsan · Wangsimni · Jipyeong → |
| 4 | ● Tuyến Gyeongui–Jungang | ← Hướng đi Haengsin · Daegok · Ilsan · Munsan                |

## Xung quanh nhà ga
- Đại học Hàng không Vũ trụ Hàn Quốc
- Trường tiểu học Deokeun
- Trường trung học cơ sở Deogyang
- Trung tâm phúc lợi hành chính Hwajeon-dong
- Bưu điện Goyanghwa Jeon-dong
- Bưu điện Hwajeon-dong
- Sở cảnh sát Hwajeon
- Bảo tàng hàng không vũ trụ

## Hình ảnh

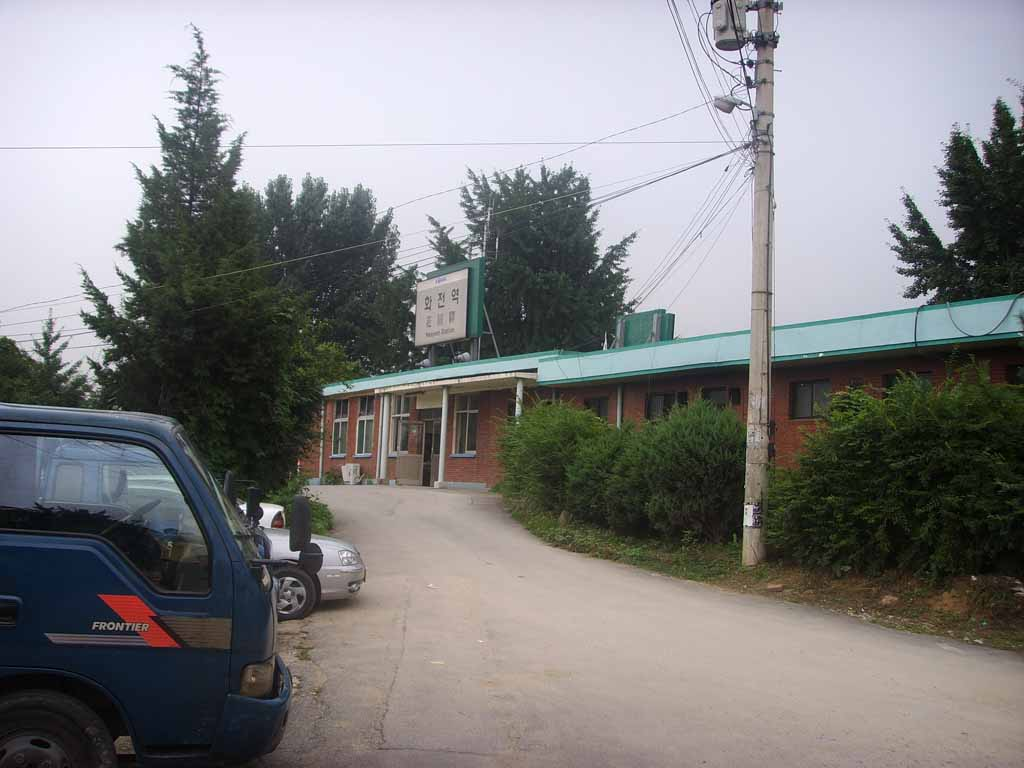
Ga Đại học Hàng không Vũ trụ Hàn Quốc cũ (tên ga rõ ràng đã được thay đổi, nhưng trước khi được thay đổi)
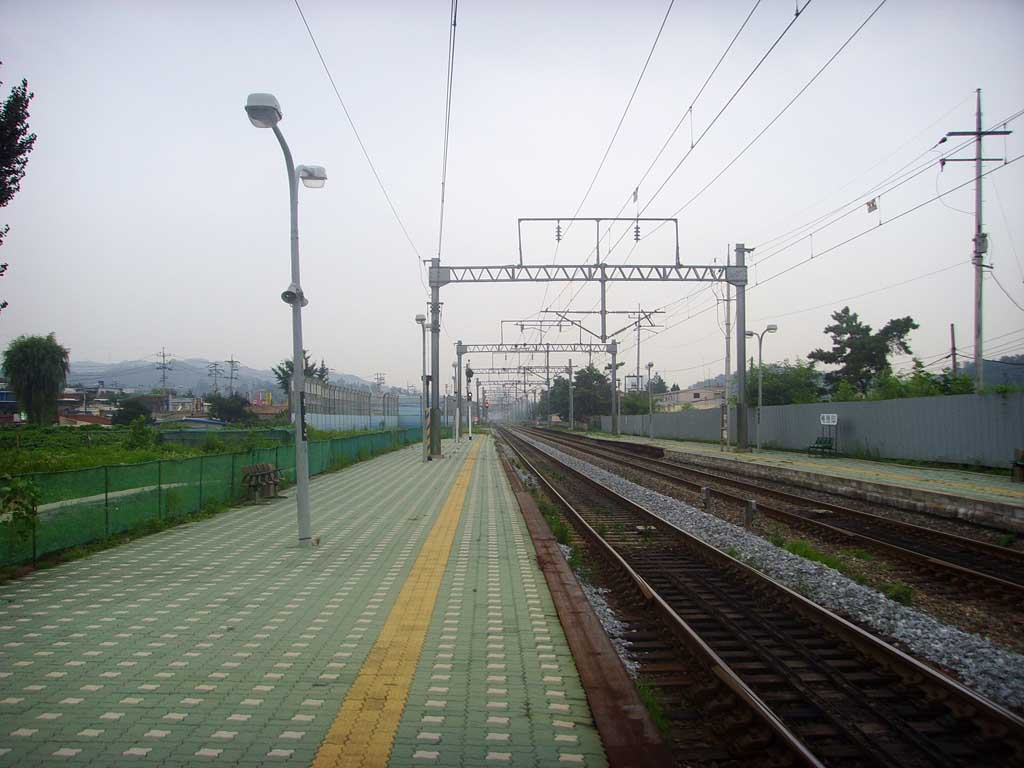
Nền tảng cũ